# Point of Interest
Point of Interest (POI) („interessanter Ort“, auch „Ort von Interesse“, OVI) ist ein Begriff im Zusammenhang mit Navigationssystemen und Routenplanern.
POIs sind punkthafte Geoobjekte, die für den Nutzer einer Karte oder eines Navigationssystems Bedeutung haben könnten. Die korrespondierenden Objekte in der realen Welt wurden für die vereinfachte Darstellung und günstigere Datenverarbeitung zu Punkten generalisiert. Üblicherweise wird dem Nutzer eine große Anzahl von Punkten zu verschiedenen Themengebieten, sog. Kategorien, angeboten. Sowohl die Datendichte und räumliche Abdeckung als auch die Anzahl unterschiedlicher Kategorien richten sich dabei nach der Art der Anwendung und dem Bedarf des Nutzers. POI-Kategorien können an der Befriedigung des täglichen Bedarfs orientiert sein oder sich mit reisespezifischen Bedürfnissen befassen, wie z. B. Gastronomie, Unterkünfte, Tankstellen, Bankautomaten oder Parkhäuser. Andere Kategorien können Points of Interest zu Anlaufstellen in dringenden Situationen anbieten, wie etwa Autowerkstätten, Apotheken oder Krankenhäuser, oder sie stehen für touristische Attraktionen und Freizeitangebote, unter anderem Kinos, Sportstadien, Museen und andere Sehenswürdigkeiten.
Da seine Lage auf der Erdoberfläche durch eine geographische Koordinate genau beschrieben ist, kann ein Point of Interest auf einer Karte als Icon dargestellt werden. Zudem können für jeden POI Zusatzinformationen, wie zum Beispiel Beschreibung, Öffnungszeiten, Postadresse und Telefonnummer, hinterlegt werden. Auch mit Multimedia-Informationen wie Fotos, Audiodateien und Videoclips können die Punkte angereichert werden. Je nach Ausstattung bieten Navigationssysteme zusätzliche Optionen, visuell oder akustisch auf solche Orte hinzuweisen, wenn man sich ihnen nähert.
Besonders markante Punkte werden als Landmarken bezeichnet und dienen der Orientierung.

## Datei-Formate
Es gibt viele verschiedene Datei-Formate, um POI-Daten zu speichern, selbst wenn das gleiche zugrundeliegende Koordinatensystem (WGS84) benutzt wird. Einige der Gründe, warum so viele Variationen existieren, um dieselben Daten zu speichern, sind:
- ein Mangel an Standards auf diesem Gebiet (GPX ist ein erwähnenswerter Versuch, einen solchen Standard zu schaffen),
- der Versuch einiger Softwareanbieter, ihre Daten dadurch zu verschleiern, um eine widerrechtliche Nutzung durch Dritte zu erschweren,
- Lizenzfragen, die verhindern, dass die Dateispezifikationen von Wettbewerbern genutzt werden können,
- Speicherplatzprobleme, z. B. durch Konvertierung von Gleitkommazahl-Koordinaten (Geographische Breite und Länge) in kleinere Ganzzahlwerte,
- Geschwindigkeit und Batterienutzungsdauer (Darstellung der Längen- und Breitengrade als Ganzzahl ist weniger CPU-intensiv als eine Gleitkommazahl),
- das Erfordernis, den Daten eigene Attributfelder anzuhängen.

Datei-Formate, die zum Austausch von POI-Daten genutzt werden:
- ASCII Text (.asc .txt .csv)
- Topografix GPX (.gpx)
- Garmin Mapsource (.gdb)
- Google Earth Keyhole Markup Language (.kml .kmz)
- Pocket Street Pushpins (.psp)
- Maptech Marks (.msf)
- Maptech Waypoint (.mxf)
- Microsoft MapPoint Pushpin (.csv)
- OziExplorer (.wpt)
- TomTom Overlay (.ov2) und (.tlv)

Andere Anbieter stellen Konvertierer zur Verfügung, die Dateiformate der POI ineinander umwandeln können (z. B. GPSBabel).